# Kenneth Kapstad

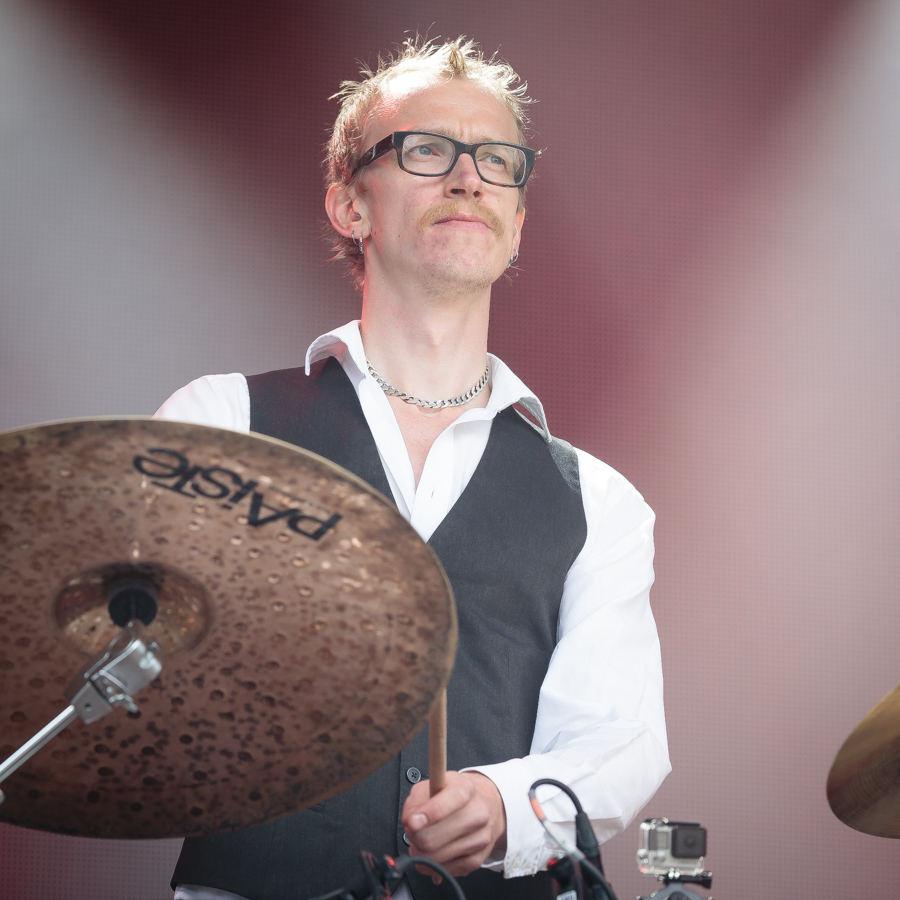
Kenneth Kapstad (2018)

Kenneth Kapstad (geb. 20. April 1979 in Løkken Verk) ist ein norwegischer Schlagzeuger. Er war in zahlreichen Bands aktiv, u. a. Gåte, God Seed und Motorpsycho. Seine aktuelle Hauptband ist Spidergawd, seit Oktober 2011 wird er von Paiste ausgestattet.

## Biografie
Als Hardrock-Fan spielte er bereits als Jugendlicher Schlagzeug, bis er mit 17 nach eigenen Angaben den Jazz für sich entdeckte. Er studierte sechs Jahre Jazz-Schlagzeug am Konservatorium seiner Heimatstadt Trondheim und schloss das Studium 2001 mit dem Master ab. Sein größtes Vorbild ist Elvin Jones. Nach dem Abschluss spielte er in Bands verschiedenster Genres, z. B. bei Dadafon, Gåte oder Cucumber, am bekanntesten wurde er als Schlagzeuger von Motorpsycho, mit denen er zwischen 2007 und 2016 sieben Studioalben veröffentlichte. Zu seinen aktuellen Bands zählen Spidergawd und Goat the Head.
Er war außerdem als Gastmusiker für 1349, Mathias Eick und Hanne Hukkelberg tätig. Kapstad wurde Mitte 2014 zum Jazz-Botschafter der NTNU ernannt, der Ehrentitel war mit 50.000 NOK dotiert und galt für ein Jahr. Mit diesem Titel sollte sein Wirken als „aktiver, prominenter und besonders talentierter Schlagzeuger“ gewürdigt werden.
Kenneth Kapstad hat zwei Kinder und lebt in Oslo.

## Belege
1. ↑  Paiste Artist: Kenneth Kapstad. Paiste, abgerufen am 7. Februar 2023 (englisch).
2. 1 2  Kenneth Kapstad: Locomotive Sex. In: DrumHeads!! 19. März 2019, abgerufen am 7. Februar 2023.
3. 1 2  Isabell Bittner: Tonezone: Kenneth Kapstad. In: Rock Hard. Nr. 420, Juni 2022, S. 126 f.
4. ↑  Bands. kennethkapstad.no, abgerufen am 7. Februar 2023 (englisch).
5. ↑  Camilla Slaattun: Kapstad utnevnt til NTNU Ambassadør. jazzinorge.no, 12. Mai 2014, abgerufen am 7. Februar 2023 (norwegisch).